# 2-я Прогонная улица (Москва)
Втора́я Прого́нная у́лица — улица, расположенная в Восточном административном округе города Москвы на территории района Богородское.

## История
Улица получила своё название в XIX веке по расположению в селе Богородском в местности, через которую прогоняли скот на пастбище. Ранее в этом районе существовало пять номерных Прогонных улиц, ныне упразднённых (кроме 1-й и 2-й).

## Расположение
2-я Прогонная улица проходит от 1-й Гражданской улицы на северо-восток до 4-й Гражданской улицы. Нумерация домов начинается от 1-й Гражданской улицы.

Фактически представляет собой внутриквартальный проезд, а между 3-й и 4-й Гражданскими улицами — пешеходную дорожку (вдоль ограждения стадиона «Спартаковец» им. Н. П. Старостина).

## Примечательные здания и сооружения
По нечётной стороне:
По чётной стороне:

## Транспорт

### Наземный транспорт
По 2-й Прогонной улице не проходят маршруты наземного общественного транспорта. У северо-восточного конца улицы, на 3-й Гражданской улице, расположена остановка «Стадион „Спартак“» автобуса № 80.

### Метро
- Станция метро «Преображенская площадь» Сокольнической линии — южнее улицы, на Преображенской площади на пересечении Большой Черкизовской улицы с Краснобогатырской улицей и улицей Преображенский Вал.
- Станция метро «Бульвар Рокоссовского» Сокольнической линии — восточнее улицы, на Ивантеевской улице.

### Железнодорожный транспорт
- Станция МЦК «Бульвар Рокоссовского» — восточнее улицы, на 6-м проезде Подбельского.